# La leyenda de Spyro: Un nuevo comienzo
La leyenda de Spyro: Un nuevo comienzo (en inglés: The Legend of Spyro: A New Beginning) es un videojuego de acción distribuido por Sierra Entertainment y desarrollado por Krome Studios para PlayStation 2, Nintendo GameCube, Xbox y Game Boy Advance, por Amaze Entertainment para Nintendo DS y por The Mighty Troglodytes para teléfonos móviles. Es el primer videojuego de la trilogía The Legend of Spryo.
El juego utiliza las voces de celebridades, contando con: Elijah Wood como Spyro, David Spade como Sparx, Cree Summer como Cynder y Gary Oldman como Ignitus. Los desarrolladores habían planeado hacer un juego de Crash Bandicoot pero Sierra/Vivendi le preguntaron a ellos si desarrollarían La Leyenda De Spyro en su lugar. El juego destaca por tener una historia más oscura y compleja con respecto a los anteriores juegos.

## Personajes

### Spyro
Spyro es un extraño dragón púrpura, raza de los cuales se supone que nacen cada diez generaciones y nunca mueren a menos que se les mate, llegando a poder vivir cientos o hasta miles de años en plena salud. Pero lo que realmente hace especial a Spyro como dragón púrpura, es que puede exhalar todos los elementos, cuando un dragón común solo puede exhalar su elemento natal, y ningún otro, Spyro puede exhalarlos todos, y cambiar a voluntad.
Existen dragones de Fuego, Electricidad, Hielo y Tierra, pero el dragón púrpura puede controlar elementos incluso exteriores a ellos, como el viento y la oscuridad, este último elemento es muy raro y peligroso, pues puede corromper al dragón que lo usa.
La personalidad de Spyro es la de un dragón adolescente, compasivo y calmado, con un poderoso sentido de la justicia, teniendo un gran poder y siempre deseando usarlo para ayudar a los débiles y abatidos. Spyro es un poco ingenuo, pero no es tonto. De hecho ha demostrado ser bastante inteligente, lo bastante como para seguir el paso de la centellante habla intelectual de Volteer el maestro de electricidad.

### Sparx
Sparx es el hermano adoptivo de Spyro, los padres de Sparx encontraron a Spyro en el río de plata, y decidieron criarlo como a uno de los suyos, ellos le dieron su nombre. Para Spyro, Sparx es su compinche y amigo inquebrantable, usa el sarcasmo y el ingenio para ocultar sus temores, es principalmente un explorador, y su luz representa el aliento y motivación dadas por un buen amigo. Sparx es ingenioso, ocurrente, un humorista nato, se pasa toda la historia monologando y dando comentarios elocuentes, Sparx es un héroe reacio, un contrapunto cómico que da algo de color al entorno de seriedad del juego.

### Ignitus
Cuando Spyro era un huevo, la gruta donde era incubado fue invadida por el ejército oscuro, Ignitus, el guardián de fuego, salvó el huevo de Spyro y lo dejó flotando en el río de plata, donde fue encontrado por las luciérnagas. Ignitus también es el líder de los maestros elementales y gran mentor de Spyro, un poderoso maestro de amplio conocimiento.

### Cynder
Cynder es una monstruosa dragona negra, una completa Femme Fatale, principal antagonista de la historia del juego, pero pronto se descubre que Cynder fue otro de los huevos robados por el maestro oscuro y que si es derrotada, volverá a su tamaño normal, y ya no será malvada.

## Voz Talento
| Personaje             | Original inglés             | Doblaje español                 |
| --------------------- | --------------------------- | ------------------------------- |
| Spyro                 | Elijah Wood                 | Óscar Muñoz                     |
| Sparx                 | David Spade                 | David Robles                    |
| Ignitus               | Gary Oldman                 | Pere Molina                     |
| Cynder                | Cree Summer                 | Silvia Cabrera                  |
| Flash (Papá de Sparx) | Jeff Bennett                |                                 |
| Nina (Mamá de Sparx)  | Vanessa Marshall            | Ana Aznarez                     |
| Volteer               | Corey Burton                | Juan Rueda                      |
| Cyril                 | Jeff Bennett                | Paco Guerro                     |
| Terrador              | Kevin Michael Richardson    | Pedro Tena                      |
| Kane                  | Phil LaMarr                 | Santi Lorenz                    |
| Mole-Yair             | Jeff Bennett                |                                 |
| Exhumor               | Corey Burton                |                                 |
| El conductor          | Kevin Michael Richardson    |                                 |
| Altre voci            | Jess Harnell, Chris Borders | Tomás Rubio, Fernando Hernández |

## Recepción
La Leyenda De Spyro: Un Nuevo Comienzo recibió críticas mixtas, especialmente negativas por parte de revistas, especialistas y fanes. Los críticos alabaron la presentación y los gráficos pero criticaron la repetitiva jugabilidad y el pobre uso de la actuación de voz de celebridades como Elijah Wood. Los fanes estaban decepcionados por el énfasis exclusivo en el combate comparado con las entregas anteriores y por los cambios en los gráficos y en la historia, mucho más oscura que la de sus predecesores.